# IC 607
IC 607 је спирална галаксија у сазвјежђу Лав која се налази на листи објеката дубоког неба у Индекс каталогу.
Деклинација објекта је + 16° 44' 30" а ректасцензија 10h 24m 8,5s. Привидна величина (магнитуда) објекта IC 607 износи 13,8 а фотографска магнитуда 14,6. IC 607 је још познат и под ознакама UGC 5628, MCG 3-27-18, CGCG 94-30, ARP 43, PGC 30496.